# Ной Ноев
Ной Тодоров Ноев или Ной Георгиев Ноев е български офицер (полковник), герой от Сръбско-българска война (1885).

## Биография
Ной Ноев е роден на 12 април 1864 година (стар стил) в Сливен. Учи в класното училище в родния си град, а през 1884 завършва в петия випуск на Военното училище в София и е произведен в чин подпоручик.
По време на Сръбско-българската война (1885) подпоручик Ноев е командир на 3-та рота от 5-а запасна дружина на 4-ти пехотен плевенски полк. Участва в защитата на Видинската крепост, като заема позиции на десния участък в редута Баба Вода и 1-ви и 2-ри бастион. За заслуги във войната е награден с Военен орден „За храброст“ IV степен. Бил е началник на четвърто полково военно окръжие. Уволнява се през 1907 г.
Полковник Ной Ноев умира на 23 декември 1936 година в Сливен.

## Военни звания
- Подпоручик (24 март 1885)
- Поручик (1 август 1886)
- Капитан (1890)
- Майор (2 май 1902)
- Подполковник (18 май 1906)
- Полковник (28 юли 1913)

## Награди
- Военен орден „За храброст“ IV степен